# はなきんデータランド
はなきんデータランドは、1989年4月14日から1996年3月22日まで、毎週金曜日の19:30（JST）からテレビ朝日系列で放送されていた、生放送情報バラエティ番組（ランキング番組）。
本項では、後継番組（事実上同番組）である『はなきんデータH』についても表記する。

## 概要
元々は『ニュースシャトル』内の金曜日コーナー『データフラッシュ』であったが、同番組が18時台に移行したことに伴いこのコーナーをひとつの番組に独立し、様々な物事をランキングする生放送情報番組として放送された。メイン司会者は桂文珍。
放送開始から半年間は、『ニュースシャトル』の名残から、同番組で使われたアーク放送センターNスタジオ（ニューススタジオ）のセットを手直ししたものを使用したが、その後は同センター内の別スタジオに移ってセットを変え、更に観客を入れるなどの大幅なリニューアルを行った。この際にセットには3色LEDの表示板が導入され、ランキングや次回予告の表示に用いられた。
1995年4月21日放送分からは出演者を入れ替え、ヒロミを司会者に据えた『はなきんデータH』（タイトルのHはヒロミのイニシャルに因む）にリニューアルしたが、翌1996年春の番組改編で『クレヨンしんちゃん』が月曜19時枠からの枠異動が決定した為、1996年3月22日放送分をもって終了し、7年の放送に幕を閉じた。

## ネット局
当番組を放送した期間は、放送開始半年後の1989年10月1日に開局した熊本朝日放送を皮切りにいくつものテレビ朝日系列フルネット局の新規開局が相次いだため、ネットする局が増え、番組開始当初の13局から最終的には23局に増加した。このうち1995年4月1日に新規開局した愛媛朝日テレビと同年10月1日に新規開局した琉球朝日放送では、前者の開局8日前に『データランド』が終了したために実質上『データH』のみのネットとなったが、『データH』の放送途中で開局した後者では最後の半年間しかネットできなかった。また、系列外ネットではTBS系列の宮崎放送、クロスネット局ではテレビ朝日系列の番組を多くネットしていたテレビ信州（1991年4月に長野朝日放送が開局したため同局に移行）を除きネットされなかった。
備考欄の『☆』は、『データH』のみのネット局。
| 放送対象地域  | 放送局           | 系列                          | 備考                                            |
| ------------- | ---------------- | ----------------------------- | ----------------------------------------------- |
| 関東広域圏    | テレビ朝日       | テレビ朝日系列                | 制作局                                          |
| 北海道        | 北海道テレビ     | テレビ朝日系列                |                                                 |
| 青森県        | 青森朝日放送     | テレビ朝日系列                | 1991年10月開局から                              |
| 宮城県        | 東日本放送       | テレビ朝日系列                |                                                 |
| 秋田県        | 秋田朝日放送     | テレビ朝日系列                | 1992年10月開局から                              |
| 山形県        | 山形テレビ       | テレビ朝日系列                | 1993年4月のテレビ朝日系列へのネットチェンジから |
| 福島県        | 福島放送         | テレビ朝日系列                |                                                 |
| 新潟県        | 新潟テレビ21     | テレビ朝日系列                |                                                 |
| 長野県        | テレビ信州       | 日本テレビ系列 テレビ朝日系列 | 1991年3月まで                                   |
| 長野県        | 長野朝日放送     | テレビ朝日系列                | 1991年4月開局から                               |
| 静岡県        | 静岡朝日テレビ   | テレビ朝日系列                | [ 2 ]                                           |
| 石川県        | 北陸朝日放送     | テレビ朝日系列                | 1991年10月開局から                              |
| 中京広域圏    | 名古屋テレビ     | テレビ朝日系列                |                                                 |
| 近畿広域圏    | 朝日放送         | テレビ朝日系列                | 現：朝日放送テレビ                              |
| 広島県        | 広島ホームテレビ | テレビ朝日系列                | [ 4 ]                                           |
| 山口県        | 山口朝日放送     | テレビ朝日系列                | 1993年10月開局から                              |
| 香川県 岡山県 | 瀬戸内海放送     | テレビ朝日系列                |                                                 |
| 愛媛県        | 愛媛朝日テレビ   | テレビ朝日系列                | ☆ 1995年4月開局から                             |
| 福岡県        | 九州朝日放送     | テレビ朝日系列                |                                                 |
| 長崎県        | 長崎文化放送     | テレビ朝日系列                | 1990年4月開局から                               |
| 熊本県        | 熊本朝日放送     | テレビ朝日系列                | 1989年10月開局から                              |
| 大分県        | 大分朝日放送     | テレビ朝日系列                | 1993年10月開局から                              |
| 鹿児島県      | 鹿児島放送       | テレビ朝日系列                |                                                 |
| 沖縄県        | 琉球朝日放送     | テレビ朝日系列                | ☆ 1995年10月開局から                            |
| 宮崎県        | 宮崎放送         | TBS系列                       | 金曜 17:30 - 18:00 放送（1990年9月時点）        |

## 題材

### アニメ大賞
その年に人気があったアニメ作品・主題歌・キャラクター・声優を葉書投票により決定し、ランキング形式で発表した。第1回は1990年6月に放送され、同年12月に第2回を放送。その後は毎年12月の放送が定着し、1994年の第6回まで放送された。
「声優賞部門」では草尾毅・佐々木望・林原めぐみらがランキングされていた。草尾や佐々木については出演作である『鎧伝サムライトルーパー』が初期に各部門で関連票を多く集めたことも一因だったが、投票対象を比較的最近の作品だけとする制限によって1992年12月の第4回以降は同作がランキングから姿を消した。一方で草尾や佐々木はその後も定常的に別作品で活躍を続け、上位をキープする形になった。

## 阪神・淡路大震災の影響
1995年1月20日の放送で、文珍が番組出演を欠席した。
これは3日前の1月17日に阪神・淡路大震災（兵庫県南部地震）が発生し、東海道新幹線などの鉄道網や道路網に不通区間が多数発生したことから、関西在住の文珍が東京のスタジオに向かうことが出来ず、番組出演を回避したもので、当該放送分での文珍は電話出演となった。

## 主な出演者

### はなきんデータランド
- 桂文珍
- 喜多嶋舞→具志堅ティナ→吉沢瞳→鈴木蘭々
- 中村亘利（当時・CHA-CHA）→和泉元彌
- 朝岡聡（当時・テレビ朝日アナウンサー） - 前述の『ニュースシャトル』で初代サブキャスターを担当。番組開始から番組終了まで金曜日の『ニュースステーション』スポーツキャスターを兼務。
- はしのえみ（当時は橋野恵美）
- 金野かなえ
- 池谷幸雄
- 土屋圭市
- 諸星和己（当時・光GENJI→光GENJI SUPER 5）
- 松原桃太郎（当時・CHA-CHA）
- 奥貫薫

ほか

### はなきんデータH
- ヒロミ
- 永作博美
- 松岡昌宏（TOKIO）
- 滝沢秀明（当時・ジャニーズJr.）
- 高橋真紀子（当時・テレビ朝日アナウンサー）
- 浅井江理名

ほか

## 歴代テーマ曲

### オープニング
はなきんデータランド時代
- BLUE SKIES/TOKYO ENSEMBLE LAB
- PLEASURE IN RIO/JIMSAKU

### エンディング
はなきんデータランド時代
- ロックンロールサンタクロース/GO-BANG'S
- こしゃくなレディ/スターダストレビュー

はなきんデータH時代
- Girls Be Ambitious/橋村芽利加
- 追憶のマーメイド/THE YELLOW MONKEY
- いいことなぁーい?/TOMO
- もっとちゃんと。/平松まゆき

## 関連番組
- 王様のブランチ

本番組終了後、TBSにてスタートした生放送情報番組。同番組にも、はしのが出演している。
- お願い!ランキング

2009年10月より放送されているランキング番組。2010年10月から2014年9月までは土曜版（GOLD）が放送されていた。
- GO!オスカル!X21

2016年6月より本番組のリメイク版『オスカル!はなきんランキング』が放送され、同年10月より『オスカル!はなきんリサーチ』としてリニューアルされた。
| テレビ朝日系 金曜19:30 - 19:58                      | テレビ朝日系 金曜19:30 - 19:58                                     | テレビ朝日系 金曜19:30 - 19:58                                                  |
| 前番組                                              | 番組名                                                             | 次番組                                                                          |
| --------------------------------------------------- | ------------------------------------------------------------------ | ------------------------------------------------------------------------------- |
| ニュースシャトルANN ※19:20 - 20:00 【18時台に移動】 | はなきんデータランド ↓ はなきんデータH （通算：1989.04 - 1996.03） | クレヨンしんちゃん ※19:30 - 20:00 【月曜19時から移動】 【この番組以降アニメ枠】 |
| テレビ朝日系 金曜19:58 - 20:00                      |                                                                    |                                                                                 |
| ニュースシャトルANN ※19:20 - 20:00 【18時台に移動】 | はなきんデータランド （1989.04 - 1991.03） 【2分縮小して継続】     | 天気予報                                                                        |